# Jacques Berriat-Saint-Prix
Jacques Berriat-Saint-Prix, né à Grenoble le 22 septembre 1769 et mort à Paris le 4 octobre 1845, est un jurisconsulte et homme de lettres français.

## Biographie

### Famille

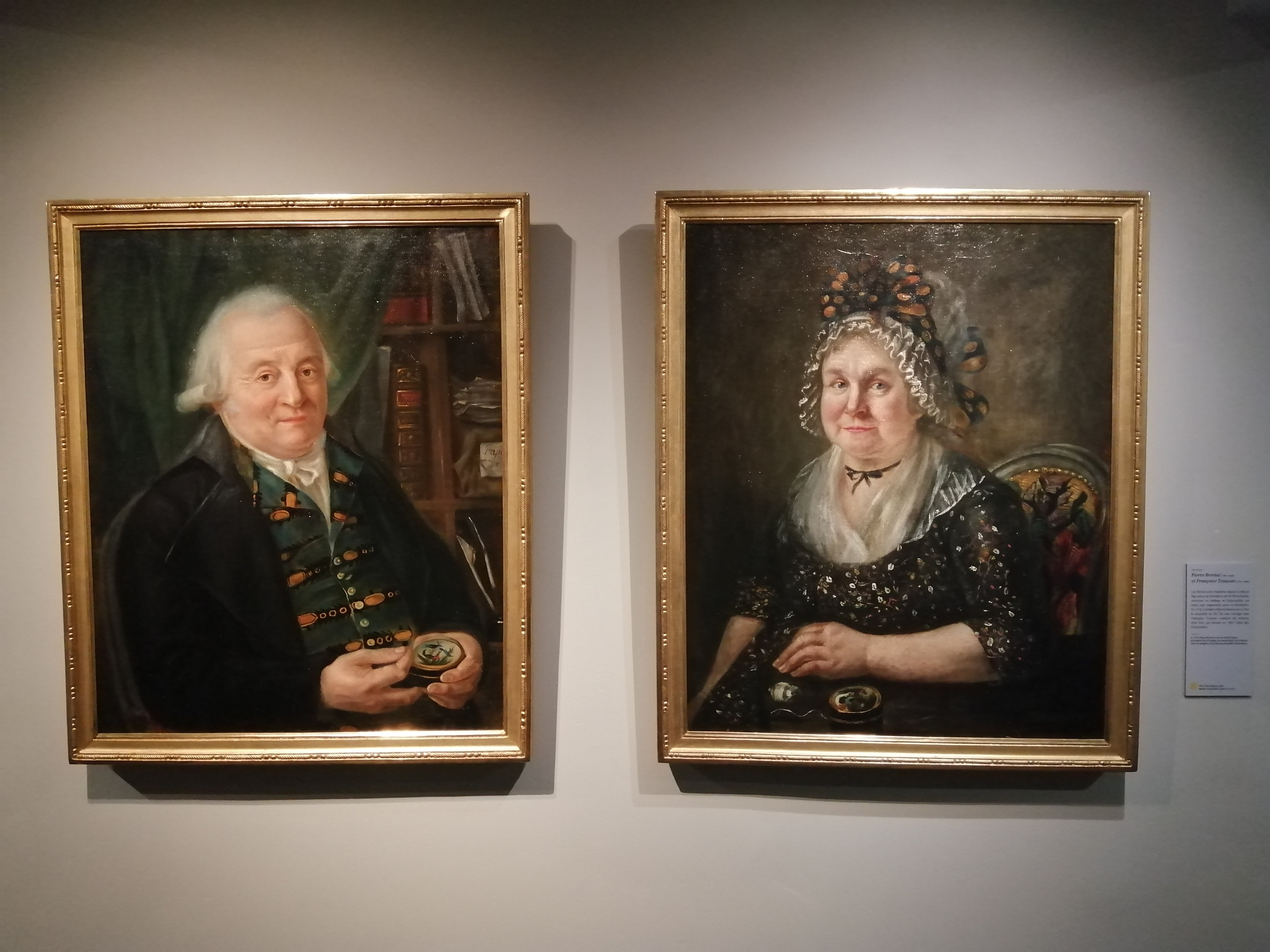
Pierre Berriat et Françoise Trousset, ses parents.

Berriat-Saint-Prix est le fils de Pierre Berriat, procureur du bailliage du Grésivaudan. Sa mère, Françoise Trousset, est également issue d'une famille de magistrats.   
Il est le frère d'Honoré-Hugues Berriat, de Pauline Berriat (première amoureuse de Jean-François Champollion), de Zoé Berriat (épouse de Jacques-Joseph Champollion) et de Sébastien Berriat (fondateur de la filature de soie de Vif). 
Grâce au mariage de Zoé Berriat avec Jacques-Joseph, Jacques Berriat-Saint-Prix et sa fratrie deviennent les amis et beaux-frères de la famille Champollion. 
Tout comme ses frères et sœurs, Berriat-Saint-Prix a passé beaucoup de temps dans la propriété du domaine des Ombrages ainsi qu'à Vif, où il fit se dérouler un très grand nombre de scènes de son œuvre en cinq tomes L'Amour et la Philosophie.

### Études, enseignements et engagements
Après avoir fait des études au collège Royal-Dauphin chez les Joséphites, il étudie le droit à Grenoble et passe ses grades à l'université d'Orange. Puis, il étudie la médecine et les sciences naturelles, toujours à Grenoble, auprès du botaniste Villars et du père Elysée, futur chirurgien de Louis XVIII. 
Partisan de la Révolution, il représente la Garde nationale de l'Isère à la fête de la Fédération à Paris en 1790. Il enseigne à l'École centrale de l'Isère de 1796 à 1804. En 1802, nait son fils Charles Berriat-Saint-Prix. En 1805, il est nommé à la chaire de procédure civile et de législation criminelle de l'École de droit de Grenoble. Il occupe ensuite ces mêmes chaires à la faculté de droit de Paris, de 1819 jusqu'à sa mort.
Membre de nombreuses sociétés savantes, il est élu à l'Académie des sciences morales et politiques en 1840. Il est l'auteur de très nombreuses publications dans les domaines juridique et administratif, ainsi qu'en matière d'histoire du droit, et il est célèbre pour une édition de Boileau.
Fervent partisan de Napoléon, il s'est intéressé au droit ainsi qu'à de nombreux sujets d'érudition et s'est fait connaître à la fois comme antiquaire, économiste, agriculteur et éditeur.

## Portraits
- Anonyme, Portrait de Jacques Berriat-Saint-Prix, huile sur toile. Coll. musée de Grenoble (inv. MG 359).

## Œuvres
- L'Amour et la Philosophie, œuvre en cinq volumes, Paris, Lavillette et Cie, 1801[4],[5] ;
- Précis du cours de législation, Grenoble, Allier, 1803 ;
- Observations sur les traductions des lois romaines, Grenoble, Peyronnard, 1807 ;
- Annuaire statistique ou almanach général du département de l'Isère, pour l'an IX de la république française, Grenoble, J. Allier, 1813 ;
- Cours de procédure civile, Grenoble 1813 . Se vend à Paris, Nêve,
- Cours de droit criminel, Grenoble, Imp. Peyronard, octobre 1817 - se vend à Paris chez Nève.
- Histoire du droit romain, suivie d'une Histoire de Cujas, 1821.